# Alvaro Querzoli
Pour les articles homonymes, voir Álvaro.
Alvaro Querzoli né le 6 janvier 1955 à Lages au (Brésil) est un artiste peintre orphiste domicilié en Suisse.
Parmi ses recherches récentes, notamment pour illustrer la situation des pays en guerre, il fait brûler de la poudre noire sur ses tableaux.